# Кордейру, Домингаш
Домингаш Антония Кордейру (порт. Domingas Antónia Cordeiro; род. 1 мая 1976) — ангольская гандболистка, полевой игрок. Участница летних Олимпийских игр 1996 и 2000 годов.

## Биография
Домингаш Кордейру родилась 1 мая 1976 года.
Играла в гандбол за ангольский «Петру Атлетику» из Луанды.
В 1996 году вошла в состав женской сборной Анголы по гандболу на летних Олимпийских играх в Атланте, занявшей 7-е место. Играла в поле, провела 2 матча, забросила 3 мяча в ворота сборной Норвегии.
В 1997 году участвовала в чемпионате мира в Германии, где ангольские гандболистки заняли 15-е место.
В 2000 году вошла в состав женской сборной Анголы по гандболу на летних Олимпийских играх в Сиднее, занявшей 9-е место. Играла в поле, провела 4 матча, забросила 7 мячей (четыре в ворота сборной Франции, два — Румынии, один — Австралии).